# Septosperma multiforme
Septosperma multiforme är en svampart som beskrevs av Canter 1963. Septosperma multiforme ingår i släktet Septosperma och familjen Chytridiaceae.   Inga underarter finns listade i Catalogue of Life.